# التعبئة البدئية الذاتية للدارة بالطريق الراجع
التعبئة البدئية الذاتية للدارة بالطريق الراجع (آر أيه بّي)، وسيلة للوقاية من التمدد الدموي الناجم عن النقل المباشر للدم المماثل بفعالية وأمان وتقليل متطلبات نقل الدم أثناء جراحة القلب. تعتبر أيضًا طريقة لحفظ الدم وتستخدم عند معظم المرضى في عمليات المجازة القلبية الرئوية (سي بّي بي). تتضمن عملية التعبئة البدئية الذاتية للدارة بالطريق الراجع ثلاث خطوات رئيسية، ويمكن إنهاء إجراء التعبئة بأكمله (أي حجم أولي للمجازة القلبية الرئوية يقدر بنحو ليتر واحد) في غضون 5 إلى 8 دقائق. اقترح بانيكو هذه التقنية للمرة الأولى في عام 1960 وأعاد روزنغارت صياغتها في عام 1998 للتخلص من مخاطر تمدد الدم أو تقليلها في عملية المجازة القلبية الرئوية. علاوة على ذلك، أُجريت العديد من الدراسات المتعلقة بالموضوع لتحديد الفعالية السريرية للتعبئة البدئية الذاتية للدارة بالطريق الراجع. تشير معظم نتائج الأبحاث إلى إمكانية الاستفادة من التعبئة البدئية الذاتية للدارة بالطريق الراجع في تقليل متطلبات نقل خلايا الدم الحمراء. مع ذلك، ما تزال بعض الدراسات تظهر فشل التعبئة البدئية الذاتية للدارة بالطريق الراجع في الحد من تمدد الدم بعد عملية القلب المفتوح.

## خلفية

### المجازة القلبية الرئوية (سي بّي بي)
تعد متطلبات نقل الدم أثناء عمليات القلب المفتوح أمرًا لا مفر منه تقريبًا، إذ يجب أن تبقى عملية الأيض مستمرة عبر تدفق الدم المحيطي. تعرف المجازة القلبية الرئوية بكونها تقنية طبية تزود الدم بالأكسجين وتزيل ثاني أكسيد الكربون أثناء إجراء العملية القلبية. يمكن اعتبارها «مضخة» تعمل كآلة قلب ورئة وظيفتها الحفاظ على الدورة الدموية ونقل الأكسجين إلى خلايا الدم الحمراء قبل أن يتدفق الدم خارج الدوران الشرياني. يمكن اعتبارها أيضًا نوعًا من الدوران الدموي خارج الجسم.

### نقل الدم المماثل
هناك طريقتان أساسيتان لتقليل فقد الدم الهائل الناتج عن العمليات الجراحية المختلفة، وهما نقل الدم المماثل ونقل الدم الذاتي. يشير نقل الدم المماثل إلى استخدام دم من متبرعين آخرين موافقين لتحسين قدرة الدم على حمل الأكسجين عن طريق زيادة عدد خلايا الدم الحمراء وتركيزها. يستخدم النقل الذاتي دم المريض نفسه المحفوظ مسبقًا. بالمقارنة مع نقل الدم الذاتي، يُحدِث نقل الدم المماثل آثار جانبية أكثر، مثل العدوى بعد الجراحة، والتثبيط المناعي، والانتقال الفيروسي. تدفع هذه الآثار السلبية إلى تطوير طرق للحفاظ على الدم أثناء جراحة القلب. تشمل هذه الطرق التبرع الذاتي بالدم قبل الجراحة (بّي أيه بي دي)، وتمديد الدم سوي الحجم الحاد (أيه إن إتش)، وإنقاذ الخلايا. يُجرى إنقاذ خلايا الدم الحمراء بطريقتين رئيسيتين، وهما معالجة الخلايا والحقن المباشر. تعتبر معالجات الخلايا أجهزة غسيل للخلايا الحمراء، منها حافظ الخلايا الذي يجمع الدم غير المتخثر النازف، ويغسل خلايا الدم الحمراء (آر بي سي) ويفصلها عن طريق التثفيل. تشكل أجهزة الترشيح مثل فلتر تنظيف الدم الدقيق ثاني أكبر نوع من أجهزة إنقاذ الدم في غرف العمليات. على وجه العموم، تصفي أجهزة الترشيح الدقيقة دم المريض الكامل غير المتخثر. يعد نقل الدم المباشر طريقة الإنقاذ المتبعة في دارات المجازة القلبية الرئوية أو الدوائر الخارجية الأخرى (إي سي سي) التي تُستخدم في جراحات فتح مجرى جانبي للشريان التاجي (سي أيه بي جي)، أو استبدال الصمام، أو الإصلاح الجراحي للأوعية الكبيرة. بعد جراحة المجازة، تحتوي الدارة الخارجية على كمية كبيرة من الدم الكامل الممدد الذي يمكن جمعه في أكياس نقل وإعادة حقنه في المرضى.
علاوة على ذلك، يمكن توقع عدد المرضى الذين يحتاجون إلى عمليات نقل دم من خلال ملاحظة مجموعة متنوعة من المتغيرات قبل الجراحة القلبية. تمثل كتلة الخلايا الحمراء عاملًا حاسمًا وترتبط بالافتراض القائل بأن نقل الدم ضروري لدى المرضى ذوي كتلة الخلايا الحمراء المنخفضة في عمليات المجازة القلبية الرئوية. في الوقت نفسه، يغلب أن يكون لدى هؤلاء المرضى قيم هيماتوكريت منخفضة. يتوقع المرضى تقليل استخدام منتجات الدم أثناء الجراحة لأن نقل الدم عمومًا يؤدي إلى تأثير فيزيولوجي سلبي وتُعتبر تكلفته عالية نسبيًا. حين تُستخدم المجازة القلبية الرئوية على وجه الخصوص في العمليات الجراحية، تظهر الحاجة إلى عدد كبير من عمليات نقل الدم بسبب فقدان الدم وتمدده.

### تمدد الدم
فضلًا عما سبق، يمثل تمدد الدم إحدى المخاطر الهامة الناجمة عن نقل الدم المماثل في جراحات القلب المفتوح. يشكل التمدد الدموي التداخل الدموي الأولي الذي يتسبب باعتلال التخثر وانخفاض القدرة على حمل الأكسجين في الدم. يعد هبوط تركيز الدم وانخفاض لزوجته في الجسم السبب الجذري لهذه الحالة. عند استخدام المجازة القلبية الرئوية، يُخلط الدم مباشرة من خلال نقل الدم المماثل، ولكن قد لا يكون الدم المماثل مناسبًا أو مقبولًا أو متاحًا. بالتالي، تكون نسبة حدوث درجات ملحوظة من تمدد الدم عالية عند استخدام المجازة القلبية الرئوية.